# Actinotia polyodon
Camomilière, Nuage violet
Espèce

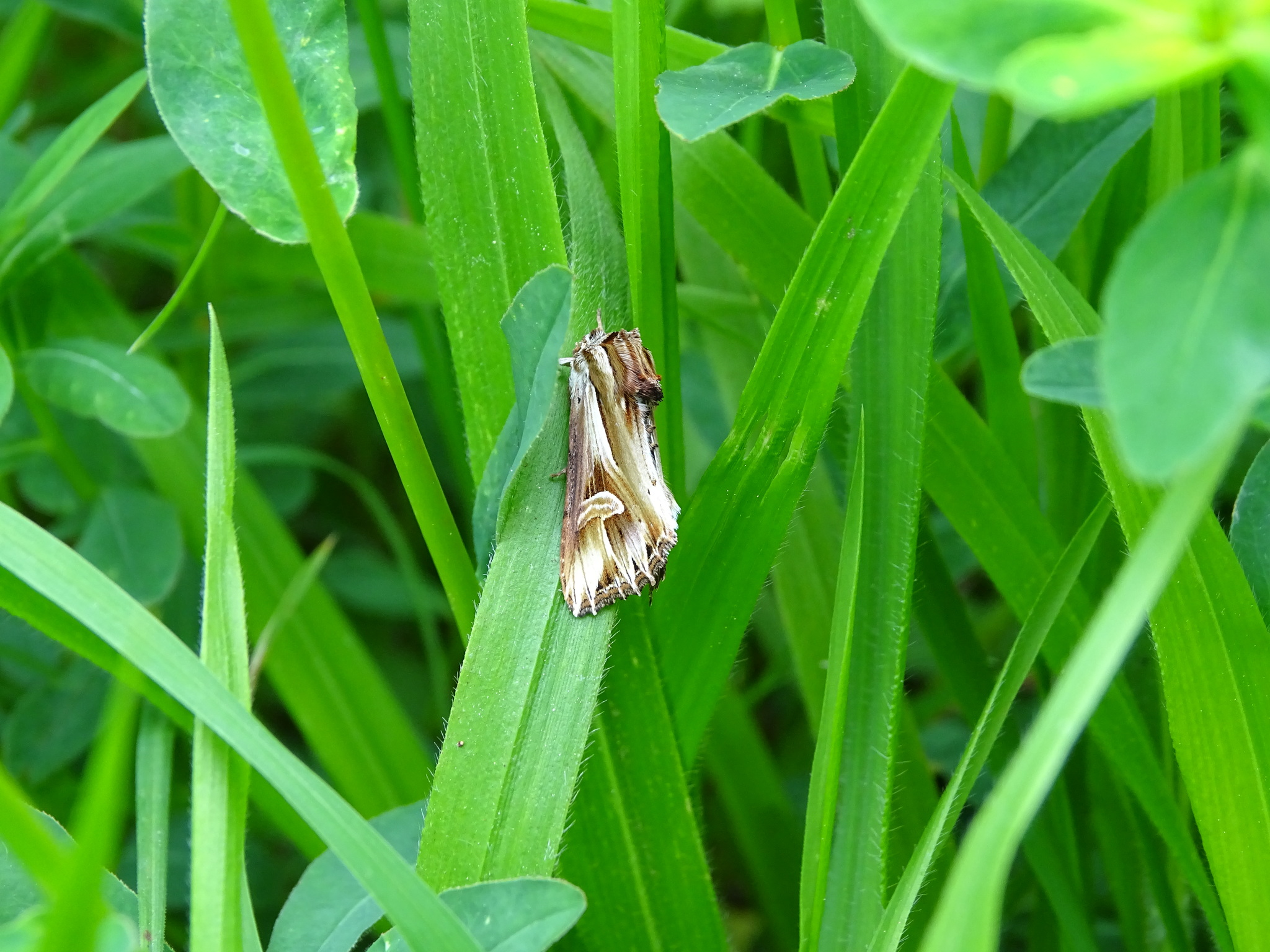
Actinotia polyodon dans l'herbe

Actinotia polyodon, la Camomilière ou le Nuage violet, est un papillon nocturne de la famille des Noctuidae.

## Synonymes
- Chloantha polyodon (Clerck, 1759)[1]
- Cloantha perspicillaris (Linnaeus, 1761)[1]
- Phalaena perspicillaris Linnaeus, 1761[1]
- Phalaena polyodon Clerck, 1759[1]
- Xylina polyodon (Clerck, 1759)
- Xylophasia polyodon (Clerck, 1759)

## Répartition
Zone paléarctique, de l'Europe à la Russie et au Japon. Eurasiatique. En France, elle se rencontre un peu partout, mais souvent localisée, sauf sud méditerranée.

## Biologie
Bivoltin : deux générations entre mai-juin et août-septembre.
Plantes hôtes des chenilles : Millepertuis.

## Habitats
Milieux ouverts parfois boisés, clairières mésophiles, pelouses sèches.